# مسند الروياني
مسند الروياني
مسند الإمام الحافظ أبي بكر محمد بن هارون الروياني المتوفي سنة 370 هـ، مسند متوسط